# Бар-Он, Дан
Дан Бар-Он   (ивр. דן בר-און‎ 1938, Хайфа — 4 сентября 2008, Тель-Авив) — израильский психолог, психотерапевт, исследователь коллективной памяти о нацизме и последствий Холокоста.

## Биография
Сын немецких евреев, бежавших от нацизма. Родился в Хайфе в 1938 году. В начале 1950-х годов он переехал в кибуце Ревивим, где прожил 25 лет.
Служил в израильской армии. Участвовал в войнах 1967 и 1973 годах. Военная служба стала толчком для изучения психологии. Дан защитил диссертацию в 1975 году. Он работал в качестве психолога в кибуце Ревивим специализировался на помощи людям, пережившим Холокост и членам их семей.
По стипендии Фулбрайта учился в MIT. C 1985 работал над серией бесед с детьми участников нацистского движения. В рамках этой работы основал движение Думай и доверяй (англ. To Reflect and Trust, TRT). Книга Унаследованное молчание (другой перевод — Груз молчания), изданная на основе этих бесед в 1989 на английском языке, имела огромный резонанс, стала вехой на пути коллективной проработки прошлого в Германии, повлияла на осознание Европой наследия тоталитаризма.
В 1998 при поддержке «Peace Research Institute» (Франкфурт) основал вместе с израильскими и палестинскими исследователями в Бейт-Джале «Ближневосточный центр исследований мира» (англ.  PRIME), целью которого было заявлено «сближение позиций между израильтянами и палестинцами и продвижение мирного процесса».
До 2007 профессор психологии в Университете Бен-Гуриона в Бер-Шеве. В 2006—2008 вместе с Фондом Кёрбера в Гамбурге развивал программу, готовившую работников, специализировавшихся по проблемам межкультурного диалога в Европе.
Умер 4 сентября 2008 года в возрасте 69 лет от рака в Тель-Авиве.

## Публикации
- Унаследованное молчание: беседы с детьми Третьего Рейха/ Legacy of Silence: Encounters with Children of the Third Reich. Cambridge: Harvard UP, 1989 (нем. пер. 2003, готовится русское издание)
- Страх и надежда: три поколения после Холокоста/ Fear and Hope: Three Generations of the Holocaust. Cambridge: Harvard UP, 1995 (нем. пер. 1997)
- Неописуемое и необсуждаемое: восстанавливая способность говорить после травмы/ The Indescribable and the Indescussable: Reconstructing Human Discourse after Trauma. Budapest: Central European UP, 1999
- Возводя мосты: рассказ как способ преодолеть политическую и коллективную вражду/ Bridging the Gap: Storytelling as a Way to Work through Political and Collective Hostilities. Hamburg: Edition Körber-Stiftung, 2000 (нем. пер. 2002)
- Erzähl dein Leben! Meine Wege zur Dialogarbeit und politischen Verständigung. Hamburg: Edition Körber-Stiftung 2004 (англ. пер. 2006)
- Tell Your Life Story. Creating Dialogue among Jews and Germans, Israelis and Palestinians. Budapest: CEU Press. 2006
- Die «Anderen» in uns Dialog als Modell der interkulturellen Konfliktbewältigung. Hamburg: Ed. Körber-Stiftung, 2006
- Другие внутри нас: на пути построения еврейско-израильской идентичности/ The Others within Us: Constructing Jewish-Israeli Identity. Cambridge: Cambridge UP, 2008

## Награды
Почетный доктор Стоктон-колледжа в Нью-Джерси (1998). Премия Александра Лангера (2001). Орден «За заслуги перед Федеративной Республикой Германия» (2001). Премия мира имени Эриха Марии Ремарка (2003) и др. награды.